# Liste der Baudenkmale in Teterow
In der Liste der Baudenkmale in Teterow sind alle denkmalgeschützten Bauten der Stadt Teterow (Mecklenburg-Vorpommern) und ihrer Ortsteile aufgelistet (Stand 10. Februar 2021).

## Legende
In den Spalten befinden sich folgende Informationen:
- ID-Nr: Die Nummer wird von den Denkmalämtern der Landkreise vergeben. Wenn sie nicht bekannt ist, bleibt die Spalte leer. In dieser Spalte kann sich zusätzlich das Wort Wikidata befinden, der entsprechende Link führt zu Angaben zu diesem Denkmal bei Wikidata.
- Lage: die Adresse des Denkmales und die geographischen Koordinaten.
Link zu einem Kartenansichtstool, um Koordinaten zu setzen. In der Kartenansicht sind Denkmale ohne Koordinaten mit einem roten bzw. orangen Marker dargestellt und können in der Karte gesetzt werden. Denkmale ohne Bild sind mit einem blauen bzw. roten Marker gekennzeichnet, Denkmale mit Bild mit einem grünen bzw. orangen Marker.
- Bezeichnung: Bezeichnung, so wie sie in den offiziellen Listen der Denkmalämter steht. Ein Link hinter der Bezeichnung führt zum Wikipedia-Artikel über das Denkmal. Wenn die Bezeichnung der Denkmalämter inhaltlich fehlerhaft ist, ist in der Spalte „Beschreibung“ darauf hinzuweisen.
- Beschreibung: Beschreibung des Denkmales
- Bild: ein Bild des Denkmales und gegebenenfalls einen Link zu weiteren Fotos des Denkmals im Medienarchiv Wikimedia Commons

## Baudenkmale nach Ortsteilen

### Teterow
| ID   | Lage                                    | Bezeichnung | Beschreibung | Bild |
| ---- | --------------------------------------- | --- | --- | --- |
| 0927 | Alte Poststraße 1 (Karte)               | Wohnhaus | | |
| 2310 | Alte Poststraße 8 (Karte)               | Wohnhaus | | |
| 0929 | Alte Poststraße 15 (Karte)              | Wohnhaus | | |
| 0930 | Alte Poststraße 17 (Karte)              | Wohnhaus | | |
| 0931 | Alte Poststraße 23 (Karte)              | Ausmalung und Reliefmedaillons im Treppenflur                                                                           | | |
| 0932 | Mühlenstraße (Karte)                    | Stadtmühle | Bau von 1800, 1994/95 umfangreich umgebaut und saniert | Stadtmühle |
| 0933 | Seebahnhof 7 (Karte)                    | Jugendherberge mit zwei Gebäuden                                                                                        | Wohnhaus von um 1890, seit 1929 Jugendherberge | |
| 0934 | Am Wall 11 (Karte)                      | Wohnhaus | | |
| 0936 | Bahnhofstraße (Karte)                   | Bahnhof Teterow mit Empfangsgebäude, Wasserturm, Stellwerk Ost                                                          | Historisierender Bahnhof von 1864 | Weitere Bilder |
| 0937 | Bahnhofstraße 1 (Karte)                 | Wohnhaus | | |
| 0938 | Bahnhofstraße 2 (Karte)                 | Post mit Nebengebäude                                                                                                   | Bau von 1885, saniert 2011 | Post mit Nebengebäude                                                                                                   |
| 0939 | Bahnhofstraße 3 (Karte)                 | Wohnhaus | | |
| 0940 | Bahnhofstraße 4 (Karte)                 | Wohnhaus | | |
| 0941 | Bahnhofstraße 7 (Karte)                 | Wohnhaus | | |
| 0942 | Bahnhofstraße 9 (Karte)                 | Wohnhaus | Zeitweise Wohnhaus von Bürgermeister Franz von Pentz | |
| 0943 | Bahnhofstraße 11 (Karte)                | Wohnhaus | | |
| 0945 | Bahnhofstraße 13 (Karte)                | Wohnhaus | | |
| 0946 | Bahnhofstraße 14 (Karte)                | Wohnhaus | | |
| 0947 | Bahnhofstraße (Karte)                   | Sowjetischer Ehrenfriedhof                                                                                              | | |
| 0948 | Börnungstraße 15 (Karte)                | Wohnhaus | | |
| 0949 | Brikettweg 3 (Karte)                    | Wohnhaus | | |
| 0951 | Carl-Schröder-Platz                     | Wegweiser | | |
| 0952 | Am Friedhof, Teschower Chaussee (Karte) | Friedhof | parkartige Anlage von 1908, Aussegnungshalle, Kriegerdenkmale 1870/1871, 1914/1918 und 1939/1945, Gräberfeld für die Gefallenen des Zweiten Weltkrieges (Neukalener Straße). Massengrab mit Hochkreuz für hunderte Einwohner, die Anfang Mai 1945 aus dem Leben schieden. | |
| 0953 | Am Friedhof, Eckernbrink (Karte)        | Friedhof, jüdischer | etwas abseits der Straße am Rand des Neubaugebiets gelegen | |
| 0954 | Fritz-Reuter-Straße 5 (Karte)           | Wohnhaus | | |
| 0955 | Gasstraße 4 (Karte)                     | Speicher | | |
| 0956 | Gasstraße 12 (Karte)                    | Wohnhaus | | |
| 0957 | Gertrudensteig 1 (Karte)                | ehem. Stift | | |
| 0985 | Gertrudensteig (Karte)                  | ehem. Bismarck- und VVN-Denkmal                                                                                         | | Weitere Bilder |
| 0960 | Goethestraße 10 (Karte)                 | Wohnhaus | | |
| 0961 | Goethestraße 24 (Karte)                 | Kinderkrankenhaus | | |
| 0962 | Goethestraße 26 (Karte)                 | Villa | | |
| 0963 | Goethestraße 28 (Karte)                 | Villa | | |
| 0964 | Goethestraße 30 (Karte)                 | Villa | | |
| 0965 | Große Bachstraße 3 (Karte)              | Wohnhaus | | |
| 0966 | Große Bachstraße 12 (Karte)             | Wohnhaus und Hintergebäude                                                                                              | | |
| 0967 | Große Bachstraße 14 (Karte)             | Wohnhaus | | |
| 0968 | Große Knickhägerstraße 3 (Karte)        | Wohn- und Geschäftshaus                                                                                                 | | |
| 0969 | Große Knickhägerstraße 5 (Karte)        | Wohnhaus | | |
| 0970 | Große Knickhägerstraße 9 (Karte)        | Wohnhaus | | |
| 0971 | Große Knickhägerstraße 15 (Karte)       | Wohn- und Geschäftshaus                                                                                                 | | |
| 0973 | Güstrower Chaussee 23                   | Saalanbau | | |
| 0976 | Güstrower Straße 19 (Karte)             | Wohnhaus | | |
| 0977 | Am Bergring 1/2/3 (Karte)               | Landesschule des DRK Am Bergring, mit Hauptgebäude, Wohnhaus, Pförtnerhaus, Pflasterung und Grünanlagen                 | | |
| 0978 | Heidberg (Karte)                        | Bergring, Gras-Berg-Rennbahn für Motorräder                                                                             | | |
| 0979 | Heidberg (Karte)                        | Kriegerdenkmal 1914/1918                                                                                                | nach Plänen von Paul Korff 1927 errichtet, nach 1990 durch Gedenktafeln erweitert für die im Zweiten Weltkrieg Gefallenen und anderen Opfer. Aussichtsturm. | |
| 0980 | Kirchplatz (Karte)                      | Kirche St. Peter und Paul                                                                                               | | Weitere Bilder |
| 0981 | Kirchplatz 1 (Karte)                    | Wohnhaus | | |
| 0982 | Kirchplatz 2 (Karte)                    | mit zwei Hintergebäuden (Front an der Predigerstraße)                                                                   | | |
| 0983 | Kirchplatz 6 (Karte)                    | Wohn- und Geschäftshaus                                                                                                 | | Wohn- und Geschäftshaus                                                                                                 |
| 0984 | Kirchplatz 7 (Karte)                    | Wohn- und Geschäftshaus                                                                                                 | | |
| 0985 | Kirchplatz 13/15 (Karte)                | ehem. Küsterhaus mit Hintergebäude (Speicher)                                                                           | | |
| 0987 | Kirchplatz 17 (Karte)                   | ehem. Schule (Ecke Schulstraße)                                                                                         | | |
| 0988 | Kleine Bachstraße 4 (Karte)             | Wohnhaus | | |
| 0989 | Malchiner Straße 7 (Karte)              | Wohn- und Geschäftshaus, Fassade                                                                                        | | |
| 0990 | Malchiner Straße 11 (Karte)             | Wohn- und Geschäftshaus                                                                                                 | | |
| 0991 | Malchiner Straße 16 (Karte)             | Geschäftshaus | | |
| 0992 | Malchiner Straße 20 (Karte)             | Kaufhaus einschließlich Innenraum mit Oberlicht                                                                         | | |
| 0993 | Malchiner Straße 22/24 (Karte)          | Wohn- und Geschäftshaus                                                                                                 | | |
| 0994 | Malchiner Straße 23 (Karte)             | Wohn- und Geschäftshaus                                                                                                 | | |
| 0995 | Malchiner Straße 26 (Karte)             | Wohn- und Geschäftshaus                                                                                                 | | |
| 0996 | Malchiner Straße 28 (Karte)             | Speicher | | |
| 0997 | Malchiner Straße 32 (Karte)             | Wohnhaus | | |
| 0998 | Malchiner Straße 34 (Karte)             | ehem. Ackerbürgerei, mit Wohnhaus, zwei Wirtschaftsgebäuden und einem Speicher                                          | | |
| 0999 | Malchiner Straße 36 (Karte)             | Hintergebäude | | |
| 1000 | Malchiner Straße 39 (Karte)             | Wohn- und Geschäftshaus                                                                                                 | | |
| 1001 | Malchiner Straße 41 (Karte)             | Wohnhaus | | Wohnhaus |
| 1002 | Malchiner Straße 44/46 (Karte)          | Wohn- und Geschäftshaus                                                                                                 | | |
| 1006 | Malchiner Straße 59 (Karte)             | Wohnhaus | | |
| 1007 | Malchiner Straße 61 (Karte)             | Wohnhaus | | |
| 1008 | Malchiner Straße 63 (Karte)             | Wohnhaus | | |
| 1009 | Malchiner Straße 81/83 (Karte)          | Wohn- und Bürohaus | | |
| 1010 | Malchiner Straße 94 (Karte)             | Villa | | |
| 1011 | Malchiner Straße (Karte)                | Stadttor | | Weitere Bilder |
| 1012 | Marktplatz 4 (Karte)                    | Ratsapotheke | | Ratsapotheke |
| 1013 | Marktplatz 8 (Karte)                    | Wohnhaus | | |
| 1015 | Marktplatz 10 (Karte)                   | Wohnhaus | | |
| 1016 | Marktplatz 11 (Karte)                   | Wohnhaus | | |
| 1017 | Marktplatz (Karte)                      | Hechtbrunnen | | Weitere Bilder |
| 1018 | Marktplatz 1-3 (Karte)                  | Rathaus | | Weitere Bilder |
| 1019 | Mühlenstraße 2 (Karte)                  | Wohnhaus | | |
| 1020 | Neukalener Straße 17 (Karte)            | Wohnhaus | | |
| 1021 | Neukalener Straße (Karte)               | Eisenbahnbrücke | | |
| 1022 | Niels-Stensen-Straße 8 (Karte)          | Villa | | |
| 1023 | Niels-Stensen-Straße 10 (Karte)         | Villa | | |
| 1024 | Niels-Stensen-Straße 12 (Karte)         | Wohnhaus | | |
| 1025 | Niels-Stensen-Straße 14 (Karte)         | Wohnhaus | | |
| 1026 | Niels-Stensen-Straße 16 (Karte)         | Wohnhaus | | |
| 1027 | Niels-Stensen-Straße 18 (Karte)         | Villa | | |
| 2322 | Nördliche Ringstraße 28 (Karte)         | Wohnhaus | Fachwerkhaus von 1723 Derzeit in Sanierung durch den Altstadt Teterow e. V. | |
| 1028 | Nördliche Ringstraße 43 (Karte)         | Wohnhaus | | |
| 1029 | Östliche Ringstraße 9 (Karte)           | Wohnhaus | | |
| 1030 | Östliche Ringstraße 11 (Karte)          | Wohnhaus | | |
| 1031 | Östliche Ringstraße 60 (Karte)          | Wohnhaus | | |
| 1032 | Östliche Ringstraße 70 (Karte)          | Wohnhaus | | |
| 1033 | Östliche Ringstraße 87 (Karte)          | Wohnhaus | | |
| 1034 | Otimarstraße 23 (Karte)                 | Wohnhaus | | |
| 1035 | Pastor-Fiedler-Weg (Karte)              | Feuerwehrgerätehaus | | |
| 1036 | Pferdemarktstraße 4 (Karte)             | Wohnhaus | | |
| 1037 | Pferdemarktstraße 5 (Karte)             | Wohnhaus | | |
| 1038 | Pferdemarktstraße 9 (Karte)             | Wohnhaus | | |
| 1040 | Pferdemarktstraße 16 (Karte)            | Wohnhaus | | |
| 1041 | Pferdemarktstraße 17 (Karte)            | Wohnhaus | | |
| 1042 | Pferdemarktstraße 18 (Karte)            | Haustür | | |
| 1043 | Pferdemarktstraße 20 (Karte)            | Haustür | | |
| 1044 | Predigerstraße 2 (Karte)                | Pfarrhaus | | |
| 1045 | Predigerstraße (Karte)                  | Lagerraum (neben Nr. 2, Pfarrhaus)                                                                                      | | |
| 1046 | Predigerstraße (Karte)                  | Speicher (Ecke Schulstraße)                                                                                             | | |
| 1047 | Rostocker Straße 3 (Karte)              | Stadtsparkasse (Ecke Predigerstraße)                                                                                    | | |
| 1048 | Rostocker Straße 4 (Karte)              | Wohn- und Geschäftshaus                                                                                                 | | |
| 1049 | Rostocker Straße 7/7a (Karte)           | Wohn- und Geschäftshaus                                                                                                 | | |
| 1050 | Rostocker Straße 11 (Karte)             | Wohn- und Geschäftshaus                                                                                                 | | |
| 1051 | Rostocker Straße 14 (Karte)             | Hinterhaus und Speicher, beide in der Großen Bachstraße gelegen                                                         | | |
| 1052 | Rostocker Straße 15 (Karte)             | Geschäftshaus | | |
| 1053 | Rostocker Straße 16 (Karte)             | Haustür und zwei Hintergebäude                                                                                          | | |
| 1054 | Rostocker Straße 17 (Karte)             | Wohn- und Geschäftshaus                                                                                                 | | |
| 1055 | Rostocker Straße 18 (Karte)             | Haustür | | |
| 1056 | Rostocker Straße 19 (Karte)             | Wohn- und Geschäftshaus mit Speicher                                                                                    | | |
| 1057 | Rostocker Straße 21 (Karte)             | Wohnhaus | 2-gesch. Haus aus dem 19. Jh. | Wohnhaus |
| 1058 | Rostocker Straße 22 (Karte)             | Wohn- und Geschäftshaus mit einem Hintergebäude und zwei Speichern, letztere gelegen an der Nördlichen Ringstraße       | | Wohn- und Geschäftshaus mit einem Hintergebäude und zwei Speichern, letztere gelegen an der Nördlichen Ringstraße       |
| 1059 | Rostocker Straße 31 (Karte)             | Wohnhaus | | |
| 1060 | Rostocker Straße 33 (Karte)             | Wohn- und Geschäftshaus                                                                                                 | | |
| 1062 | Rostocker Straße 39 (Karte)             | Haustür | | |
| 1063 | Rostocker Straße 40 (Karte)             | ehem. Apotheke | | ehem. Apotheke |
| 1064 | Rostocker Straße 50 (Karte)             | Wohnhaus | | Wohnhaus |
| 1065 | Rostocker Straße 57 (Karte)             | Wohnhaus | | |
| 1066 | Rostocker Straße 59 (Karte)             | Wohnhaus | | |
| 1067 | Rostocker Straße 61/63 (Karte)          | Wohnhaus | | Wohnhaus |
| 1068 | Rostocker Straße 64 (Karte)             | Wohnhaus | | |
| 1069 | Rostocker Straße 66 (Karte)             | Haustür | | |
| 1070 | Rostocker Straße 68 (Karte)             | Wohnhaus | | Wohnhaus |
| 1071 | Rostocker Straße 71 (Karte)             | Fassade | | |
| 1072 | Rostocker Straße 74 (Karte)             | Fassade | | Fassade |
| 1073 | Rostocker Straße 76 (Karte)             | Fassade | | Fassade |
| 1074 | Rostocker Straße 77 (Karte)             | Wohnhaus | | |
| 1075 | Rostocker Straße 78 (Karte)             | Wohnhaus | | |
| 1076 | Rostocker Straße 79 (Karte)             | Fassade | | |
| 1077 | Rostocker Straße 82 (Karte)             | Fassade | | |
| 1078 | Rostocker Straße 84 (Karte)             | Fassade | | Fassade |
| 1079 | Rostocker Straße 86 (Karte)             | Wohnhaus | | |
| 1080 | Rostocker Straße (Karte)                | Stadttor | | Weitere Bilder |
| 1081 | Schulkamp                               | Pastor-Fiedler-Haus | 1875 als Kleinkinderschule gebaut, Kindergarten bis um 1884, Galerie von 1999 bis 2020 | |
| 1082 | Schulkamp (Karte)                       | Schule mit drei Schulgebäuden, der Turnhalle (ohne Anbau), Park, Gedenkstein an 1860 und Mahnmal der Widerstandskämpfer | Gebäude von 1860, 1885, 1903 und 1909 | Schule mit drei Schulgebäuden, der Turnhalle (ohne Anbau), Park, Gedenkstein an 1860 und Mahnmal der Widerstandskämpfer |
| 1083 | Schulstraße 2 (Karte)                   | Pfarrhaus der Stadtkirche                                                                                               | Siebenachsiges, zweigeschossiges, traufenständiges Fachwerkhaus mit Krüppelwalmdach | Pfarrhaus der Stadtkirche                                                                                               |
| 1084 | Schulstraße 5 (Karte)                   | Wohnhaus | | |
| 1085 | Schulstraße 6 (Karte)                   | Wohnhaus | | |
| 1086 | Schulstraße 12 (Karte)                  | Wohnhaus | | |
| 1087 | Schulstraße 14                          | Wohnhaus | | |
| 1088 | Schulstraße 21 (Karte)                  | Wohnhaus | | |
| 1089 | Schulstraße 26 (Karte)                  | Wohn- und Geschäftshaus                                                                                                 | | |
| 1090 | Schulstraße 28 (Karte)                  | Wohnhaus (Fassade) | | |
| 1092 | Südliche Ringstraße 1 (Karte)           | Torschreiberhaus | | |
| 1093 | Südliche Ringstraße 35 (Karte)          | Wohnhaus | | |
| 1094 | Südliche Ringstraße 37 (Karte)          | Haustür | | |
| 1095 | Südliche Ringstraße 39 (Karte)          | Geschäftshaus (Ecke Warener Straße)                                                                                     | | |
| 1096 | Von-Moltke-Straße 3/5 (Karte)           | Verwaltungsgebäude | | |
| 1097 | Von-Moltke-Straße 4 (Karte)             | Wohnhaus | | |
| 1099 | Von-Moltke-Straße 7 (Karte)             | Wohnhaus | | |
| 1100 | Von-Moltke-Straße 8 (Karte)             | Wohnhaus | | |
| 1101 | Von-Moltke-Straße 9/11 (Karte)          | Wohnhaus | | |
| 1102 | Von-Moltke-Straße 13 (Karte)            | Wohnhaus | | |
| 1103 | Von-Moltke-Straße 16 (Karte)            | Wohnhaus | | |
| 1104 | Von-Moltke-Straße 17 (Karte)            | Wohnhaus | | |
| 1105 | Von-Moltke-Straße 18 (Karte)            | Wohnhaus | | |
| 1106 | Von-Moltke-Straße 19 (Karte)            | Wohnhaus | | |
| 1107 | Von-Moltke-Straße 21 (Karte)            | Wohnhaus | | |
| 1108 | Von-Moltke-Straße 22 (Karte)            | Wohnhaus | | |
| 1109 | Von-Moltke-Straße 26 (Karte)            | Wohnhaus | | |
| 1111 | Von-Moltke-Straße 30 (Karte)            | Wohnhaus | | |
| 1112 | Von-Moltke-Straße 31 (Karte)            | Wohnhaus mit Zaun | | |
| 1113 | Von-Moltke-Straße 34 (Karte)            | Haustür | | |
| 1115 | Von-Moltke-Straße 42 (Karte)            | Villa | | |
| 1118 | Von-Pentz-Allee 7 (Karte)               | Verwaltungsgebäude | | |
| 1119 | Von-Thünen-Straße 4                     | ehem. Remisen | | |
| 1120 | Von-Thünen-Straße 5 (Karte)             | Wohnhaus | | |
| 1121 | Von-Thünen-Straße 9 (Karte)             | Wohnhaus | | |
| 1122 | Von-Thünen-Straße 11/13 (Karte)         | Doppelwohnhaus | | |
| 1123 | Von-Thünen-Straße 15 (Karte)            | Wohnhaus | | |
| 1124 | Von-Thünen-Straße 23 (Karte)            | Wohnhaus | | |
| 1125 | Von-Thünen-Straße 25 (Karte)            | Wohnhaus | | |
| 1126 | Von-Thünen-Straße 27 (Karte)            | Wohnhaus | | |
| 1127 | Von-Thünen-Straße 28 (Karte)            | Wohnhaus | | |
| 1128 | Von-Thünen-Straße 29/31 (Karte)         | Doppelwohnhaus | | |
| 1129 | Von-Thünen-Straße 30 (Karte)            | Wohnhaus | | |
| 1130 | Von-Thünen-Straße 44 (Karte)            | Wohnhaus | | |
| 1131 | Warener Straße 2 (Karte)                | Wohn- und Geschäftshaus                                                                                                 | | |
| 1132 | Warener Straße 3 (Karte)                | Wohn- und Geschäftshaus                                                                                                 | | |
| 1133 | Warener Straße 4 (Karte)                | Haustür | | |
| 1134 | Warener Straße 13 (Karte)               | Wohn- und Geschäftshaus                                                                                                 | | |
| 1135 | Warener Straße 14 (Karte)               | Wohnhaus | Klassizistisches rotes saniertes Fachwerkhaus vom 19. Jh. | Wohnhaus |
| 1136 | Warener Straße 15 (Karte)               | Wohn- und Geschäftshaus                                                                                                 | | |
| 1137 | Warener Straße 31 (Karte)               | Wohn- und Geschäftshaus (ehemaliges Amtsgericht Teterow)                                                                | | Wohn- und Geschäftshaus (ehemaliges Amtsgericht Teterow)                                                                |
| 1138 | Warener Straße 34 (Karte)               | Wohn- und Geschäftshaus                                                                                                 | | |
| 1139 | Warener Straße 35 (Karte)               | Ladentür | | |
| 1140 | Warener Straße 39/41 (Karte)            | Wohnhaus | | |
| 1141 | Westliche Ringstraße 51 (Karte)         | Wohnhaus | | |
| 1142 | Westliche Ringstraße 57 (Karte)         | Wohnhaus | | |
| 1143 | Wiesenweg                               | Stadtpark mit Plastik (zwei junge Frauen)                                                                               | | |

### Hohes Holz
| ID   | Lage                 | Bezeichnung                             | Beschreibung | Bild |
| ---- | -------------------- | --------------------------------------- | ------------ | ---- |
| 0767 | Hohes Holz 3 (Karte) | Kate                                    |              |      |
| 0768 | Hohes Holz 1 (Karte) | Forsthof mit Wohnhaus, Stall und Garten |              |      |

### Niendorf
| ID   | Lage                     | Bezeichnung | Beschreibung | Bild |
| ---- | ------------------------ | --- | ------------ | ---- |
|      |                          | ehem. Maschinen-Traktoren-Station mit Hauptgebäude und Werkstattgebäude                                                  |              |      |
| 0851 | Niendorf (Karte)         | Gutsanlage mit Gutshaus (Nr. 23), zwei Scheunen (südliche Nr. 24), Wirtschaftsgebäude (Nr. 25/25a) und Kuhstall (Nr. 26) |              |      |
| 0852 | vor dem Gutshaus (Karte) | Kriegerdenkmal 1914/1918 (vor dem Gutshaus)                                                                              |              |      |

### Teschow
| ID   | Lage                 | Bezeichnung                                                            | Beschreibung | Bild                                                                   |
| ---- | -------------------- | ---------------------------------------------------------------------- | ------------ | ---------------------------------------------------------------------- |
| 0925 | Gutshofallee (Karte) | Gutsanlage mit Gutshaus, Park, Friedhofskapelle, Schmiede und Backhaus |              | Gutsanlage mit Gutshaus, Park, Friedhofskapelle, Schmiede und Backhaus |

## Quelle
Denkmalliste des Landkreises Rostock A ‐ Z (Stand: 10. Februar 2021; PDF, 497 KB)